# شهرستان اسکونه
شهرستان اسکونه (به سوئدی: Skåne län) یکی از شهرستان‌های کشور سوئد است که در جنوبی‌ترین نقطه این کشور واقع شده است و با شهرستان‌های هاللاند، کرونوبرگ، بلکینگه مرز مشترک دارد.
این شهرستان در سال ۱۹۹۷ از ترکیب دو شهرستان به وجود آمد.
اسکونه ۳ درصد از مساحت سوئد را تحت پوشش دارد با این حال با جمعیت ۱.۲۰۰.۰۰۰ نفر ۱۳ درصد مردم این کشور را در خود جای داده است.
مرکز این شهرستان شهر مالمو است.